# Гоенбург (Баварія)
Гоенбург (нім. Hohenburg) — громада в Німеччині, розташована в землі Баварія. Підпорядковується адміністративному округу Верхній Пфальц. Входить до складу району Амберг-Зульцбах.
Площа — 39,29 км2. Населення становить 1544 ос. (станом на 31 грудня 2020).